# Animator.ru
Animator.ru – rosyjska strona internetowa poświęcona radzieckim kreskówkom, a także ludziom przemysłu animowanego, tj. reżyserom, animatorom oraz innym twórcom filmów animowanych. Dostępna w dwóch językach – rosyjskim i angielskim.